# نابودی اسرائیل در سیاست جمهوری اسلامی ایران

نظر روح‌الله خمینی در مورد محو اسراییل

دکترین سیاست خارجی جمهوری اسلامی ایران شامل فراخوان برای نابودی اسرائیل به عنوان یک دولت یهودی است. این موضع از انقلاب ۱۳۵۷ پدید آمد که روابط ایران و اسرائیل را، از شرکای نزدیک در دوران پادشاهی پهلوی به دشمنان اصلی ایدئولوژیک تبدیل کرد. روح‌الله خمینی، بنیان‌گذار جمهوری اسلامی، اسرائیل را به عنوان یک «رژیم صهیونیستی» نامشروع محکوم کرد و روابط دیپلماتیک را قطع نمود. از آن زمان، این موضع در بیان‌های رسمی، برنامه‌های نظامی، آموزش حمایت شده توسط دولت، و رویدادهای نمادین مانند روز قدس تعبیه شده است. هرچند موضع اعلامی جمهوری اسلامی ایران این است که با برگزاری رفراندوم مردم فلسطین اعم از مسلمان، مسیحی و یهودی خود تصمیم بگیرند که چه رژیمی بر آنها حکومت کند.

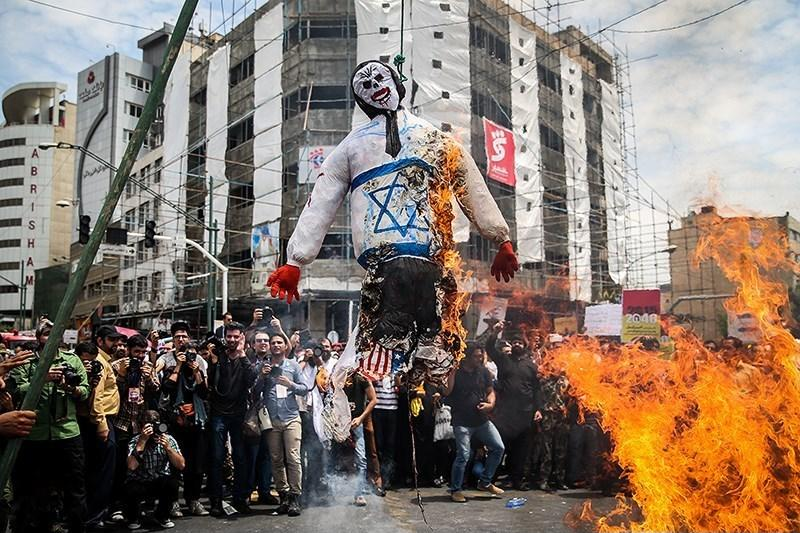
روز قدس که در تهران در سال ۱۳۹۵ برگزار شد

رد مشروعیت اسرائیل در میان رهبری‌های تندرو و میانه‌رو ایرانی ثابت باقی مانده است. رهبران انقلاب روح‌الله خمینی و علی خامنه‌ای هر دو بارها به اسرائیل به عنوان یک «غده سرطانی» اشاره کرده و علناً خواستار حذف آن شده‌اند. حتی رهبران اصلاح‌طلب و روحانیون میانه‌رو نیز از این موضع حمایت کرده‌اند. در حالی که رژیم جمهوری اسلامی ایران ادعا می‌کند که مخالفت آن علیه صهیونیسم است تا علیه یهودیان یا یهودیت، تبلیغات رسمی اغلب این تمایز را مبهم کرده و گاهی انکار هولوکاست و استفاده از کلیشه‌های یهودستیزانه را به کار برده است.
سیاست ضد اسرائیلی ایران از طریق یک چارچوب نهادی متمرکز که توسط دفتر رهبر انقلاب و سپاه پاسداران انقلاب اسلامی (سپاه) رهبری می‌شود، اجرا می‌گردد. فعالیت‌های عملیاتی عمدتاً از طریق شبکه‌ای از بازیگران غیردولتی متحد انجام می‌شود که شامل حزب‌الله در لبنان، حوثی‌ها در یمن، حماس و جهاد اسلامی فلسطین در سرزمین‌های فلسطینی، و سایر گروه‌های وابسته می‌باشد. این سازمان‌ها حمایت پایدار ایران را در قالب تأمین مالی، تسلیحات و آموزش دریافت می‌کنند و به‌طور جمعی توسط مقامات ایرانی به عنوان «محور مقاومت» نامیده می‌شوند. این شبکه نیابتی به ایران امکان اعمال نفوذ در چندین جبهه را می‌دهد در حالی که از طریق درگیری نامتقارن تهدیدی وجودی برای اسرائیل ایجاد می‌کند. علاوه بر این، اظهارات مقامات ارشد و خصومت رژیم نسبت به اسرائیل باعث شده که بسیاری از ناظران جاه‌طلبی‌های هسته‌ای ایران را بخشی از استراتژی گسترده‌تری برای نابودی اسرائیل تلقی کنند.

## رهبری

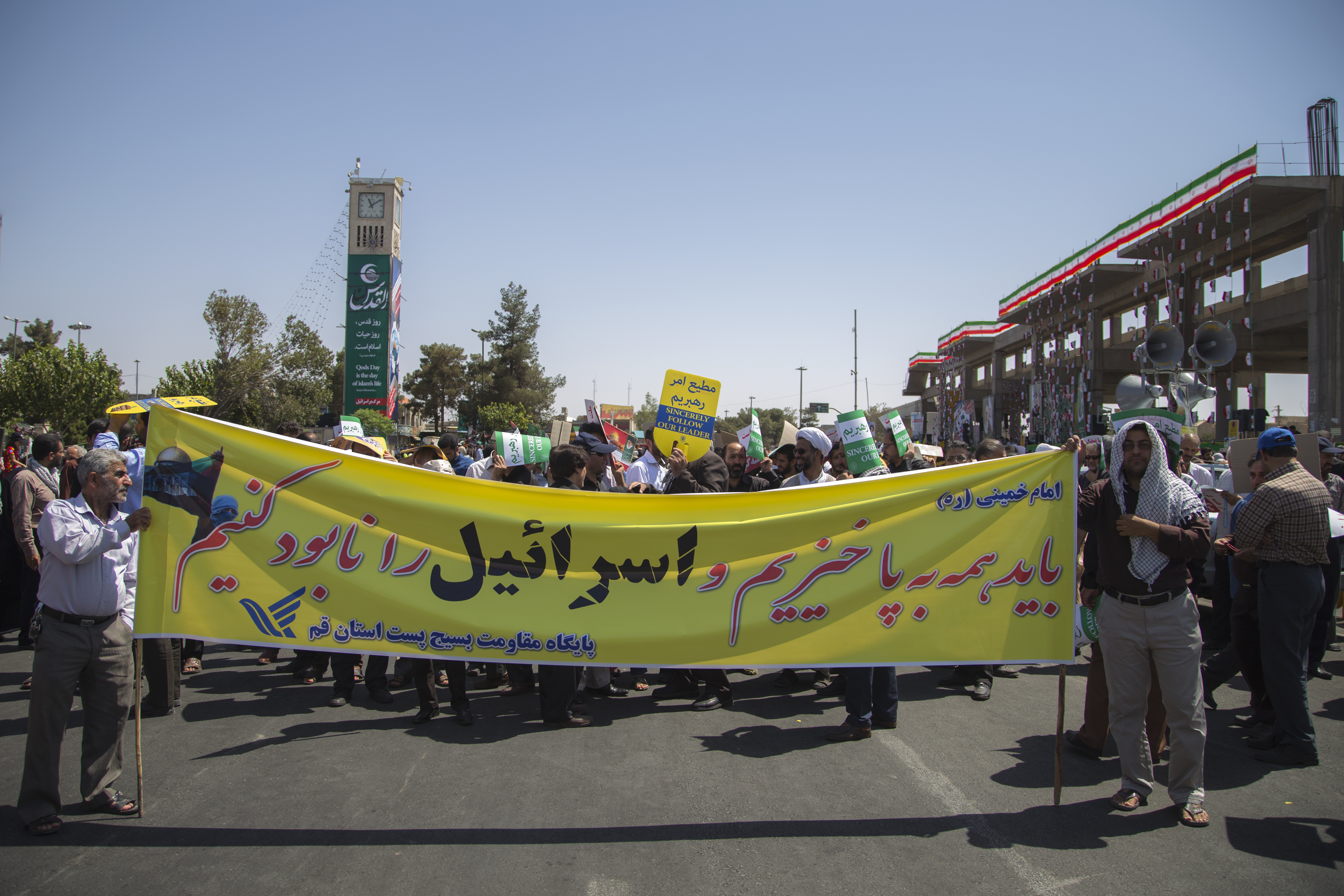
روح‌الله خمینی: باید همه به پا خیزیم و اسراییل را نابود کنیم.

ایران و اسرائیل که زمانی شرکای استراتژیک بودند، روابط خود را پس از انقلاب ایران در سال ۱۳۵۷ پایان دادند. به گفته افرایم کارش، جمهوری اسلامی متعاقباً روابط خود را با اسرائیل قطع کرد و آن را به عنوان یک دشمن اصلی ایدئولوژیک معرفی نمود. از آن زمان، ایران حذف اسرائیل را به عنوان یک هدف اصلی در منطقه اعلام کرده است. روح‌الله خمینی، رهبر انقلاب و بنیان‌گذار جمهوری، اسرائیل را «شیطان کوچک» نامید که در کنار ایالات متحده به عنوان «شیطان بزرگ» قرار داشت. رهبران ایرانی در طول نسل‌ها، از خمینی و جانشین او علی خامنه‌ای گرفته تا مقامات ارشد، فرماندهان نظامی، و رسانه‌های وابسته به دولت، به‌طور مداوم بیان‌هایی را مطرح کرده‌اند که خواستار حذف اسرائیل یا پیش‌بینی فروپاشی آن هستند.

### رهبران انقلاب
روح‌الله خمینی چندین بار به اسرائیل به عنوان یک «تومور سرطانی» و «غده سرطانی» اشاره کرد. خمینی گفت که حمایت مالی از مجاهدین فلسطینی «به منظور محو صهیونیست‌های کافر که دشمنان بشریت هستند» یک «تکلیف» است. او مسلمانان را تشویق کرد تا دولت‌های طرفدار غرب را سرنگون کنند و برای نابودی اسرائیل بسیج شوند.
در سال ۲۰۱۳، رهبر انقلاب اسلامی ایران علی خامنه‌ای، اسرائیل را «رژیمی نامشروع» خواند که توسط «سگ‌های هار دست نیافتنی» رهبری می‌شود و «محکوم به شکست و نابودی» است. در سال ۲۰۱۵، او گفت که «هیچ رژیم صهیونیستی در ۲۵ سال آینده وجود نخواهد داشت» و «در طول این دوره، روح مبارزه، قهرمانی و جهاد هر لحظه [اسرائیل] را نگران خواهد کرد.» خامنه‌ای در موارد متعددی به اسرائیل به عنوان «سرطانی» اشاره کرده، گفته که اسرائیل نابود خواهد شد، و تعهد داده که ایران از هر گروه یا کشوری که با آن مقابله می‌کند حمایت خواهد کرد.
در ۳ اکتبر ۲۰۲۳، چهار روز قبل از حمله ۷ اکتبر به رهبری حماس علیه اسرائیل، خامنه‌ای در تهران سخنرانی کرد و گفت اسرائیل «از خشم خود خواهد مرد»، و در پایان گفت: «این سرطان انشاءالله به دست مردم فلسطین و نیروهای مقاومت در سراسر منطقه محو خواهد شد.» در سال ۲۰۲۴، علی خامنه‌ای به رهبر حماس اسماعیل هنیه گفت: «وعده الهی برای محو موجودیت صهیونیستی تحقق خواهد یافت و ما روزی را خواهیم دید که فلسطین از رودخانه تا دریا برخواهد خاست.»

### رئیس‌جمهورهای ایران
رئیس‌جمهور اسبق اکبر هاشمی رفسنجانی گفت که انفجار یک سلاح هسته‌ای واحد در داخل اسرائیل «همهٔ اسرائیل را نابود خواهد کرد». در سال ۲۰۰۶، در کنفرانس جهان بدون صهیونیسم، محمود احمدی‌نژاد، رئیس‌جمهور وقت، نقل قولی از خمینی را مطرح کرد که خواستار «محو اسرائیل از صفحهٔ روزگار» بود. او همچنین هولوکاست را افسانه‌ای خواند که اسرائیل آن را «برتر از خدا، دین و پیامبران» می‌داند. در سال ۲۰۰۷، او گفت که ایران «شاهد نابودی این رژیم در آینده نزدیک خواهد بود.» در مصاحبه‌ای در سال ۲۰۱۲، احمدی‌نژاد اظهار کرد که اسرائیل فاقد ریشه‌های تاریخی در خاورمیانه است و بنابراین در نهایت «حذف خواهد شد»، علیرغم فراخوان‌های قبلی سازمان ملل برای خودداری از استفاده از زبان تحریک‌آمیز پیش از مجمع عمومی.
در طول کنفرانس سالانه وحدت اسلامی در سال ۲۰۱۸، حسن روحانی، رئیس‌جمهور اسبق، اسرائیل را «تومور سرطانی» و «رژیم جعلی» خواند که توسط قدرت‌های غربی برای خدمت به منافع آن‌ها در خاورمیانه ایجاد شده است. در سال ۲۰۲۳، ابراهیم رئیسی، رئیس‌جمهور وقت، گفت که امیدوار است خدا «فلسطین را هرچه زودتر آزاد کند» و ایران بتواند «شاهد لحظات پایانی وجود اسرائیل باشد و پایان آن را جشن بگیرد.»

### مقامات ارشد جمهوری اسلامی
در تیر ۱۴۰۴ مهدی محمدی، مشاور امور راهبردی رئیس مجلس و کارشناس حوزه هسته‌ای، تصویری در حساب خود در شبکه اجتماعی X منتشر کرد که در آن حمله دو بمب هسته‌ای به اسرائیل دیده می‌شود.
در مرداد ۱۴۰۴ حسین شریعتمداری، نماینده علی خامنه‌ای در کیهان، پس از اینکه سید عباس عراقچی در مصاحبه با فاکس نیوز ادعا کرد که «محو کردن اسرائیل از نقشه جهان هیچ‌وقت سیاست ایران نبوده است»، به شدت از وزیر خارجه انتقاد کرد. شریعتمداری با اظهارات معتدل وزیر خارجه مخالفت کرد و روشن ساخت که سیاست جمهوری اسلامی نه تنها محو کردن اسرائیل از نقشه، بلکه محو کامل آن از جهان است. وی تأکید کرد که هیچ تردیدی در نظر خمینی و خامنه‌ای دربارهٔ «ضرورت محو و نابودی کامل اسرائیل» وجود ندارد و مدعی شد که اسرائیل باید «نه تنها از نقشه بلکه از تمام جهان» محو شود.

### فرماندهان نظامی

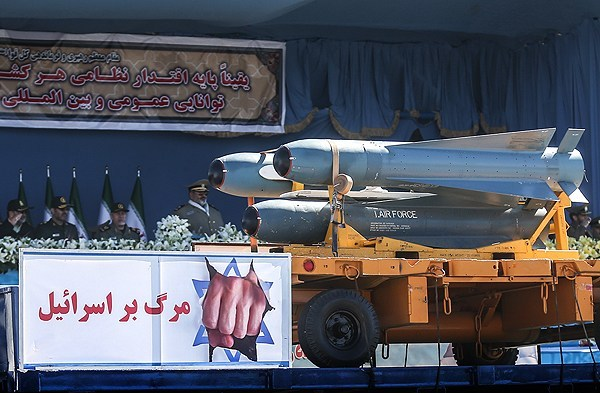

در سال ۲۰۱۳، علی شیرازی، نماینده رهبر انقلاب علی خامنه‌ای در سپاه پاسداران انقلاب اسلامی (سپاه)، گفت: «رژیم صهیونیستی به زودی نابود خواهد شد و این نسل شاهد نابودی آن خواهد بود.» در سال ۲۰۱۴، حسین سلامی، معاون فرمانده سپاه در آن زمان، یک سری اظهارات تهاجمی علیه اسرائیل صادر کرد. او تهدید کرد که «برای هر قطره خون شهدای ما در فلسطین» تلافی مستقیم خواهد کرد «و این نقطه شروع بیداری ملت‌های اسلامی برای شکست شما است.» در بیانیه‌ای دیگر، او گفت «رژیم صهیونیستی به آرامی از جهان محو می‌شود» و پیش‌بینی کرد که «به زودی، چیزی به نام رژیم صهیونیستی در کره زمین وجود نخواهد داشت.»
در سال ۲۰۱۴، حسین شیخ‌الاسلام، دبیرکل کمیته حمایت از انتفاضه فلسطین ایران در آن زمان، اظهار کرد که «مسئله نابودی اسرائیل مهم است، صرف نظر از روش» و هشدار داد که «منطقه تا زمانی که اسرائیل در آن وجود دارد، آرام نخواهد بود.»
در سال ۲۰۱۵، حسین سلامی اعلام کرد که ایران «جبهه‌های جدیدی» علیه اسرائیل خواهد گشود و توازن قدرت منطقه‌ای را تغییر خواهد داد. در سال ۲۰۱۹، حسین سلامی، فرمانده سپاه در آن زمان، اظهار کرد: «این رژیم شوم باید از نقشه جهان محو شود و این دیگر… رؤیا نیست (بلکه) هدفی قابل دستیابی است.» پس از حمله ۷ اکتبر ۲۰۲۳ به رهبری حماس علیه اسرائیل، علی فدوی، معاون فرمانده کل سپاه پاسداران انقلاب اسلامی، گفت که «شوک‌های جبهه مقاومت علیه رژیم صهیونیستی تا زمان ریشه‌کن شدن این 'تومور سرطانی' از نقشه جهان ادامه خواهد یافت.»
در سال ۱۳۹۷ عبدالرحیم موسوی، رئیس ستاد کل نیروهای مسلح جمهوری اسلامی، گفت که «بزرگ‌ترین آرزویم، من آرمانم، محو و نابودی رژیم صهیونیستی است. این چیزی است که دائم بهش فکر می‌کنم.»
در سال ۱۴۰۳ سردار عباس نیلفروشان، معاون عملیات سپاه، اظهار داشت که «از ۶ سالگی آرزو داشتم اسراییل را نابود کنم… استراتژی جمهوری اسلامی محو و نابودی رژیم صهیونیستی است.»
در فروردین ۱۴۰۴ علیرضا تنگسیری، فرمانده نیروی دریایی سپاه، به نقش نیروی دریایی در جنگ علیه اسرائیل اشاره کرد و اعلام داشت که «بسیجیان دریایی، راه فرار دشمنان را از طریق دریا مسدود خواهند کرد و با شناورهای ایمان در رکاب رهبر معظم انقلاب، دریا را برای صهیونیست‌ها به جهنمی سوزان تبدیل و فرمان امامین انقلاب را برای محو اسرائیل از صحنه جهان، به اجرا درخواهند آورد.»

### روحانیون

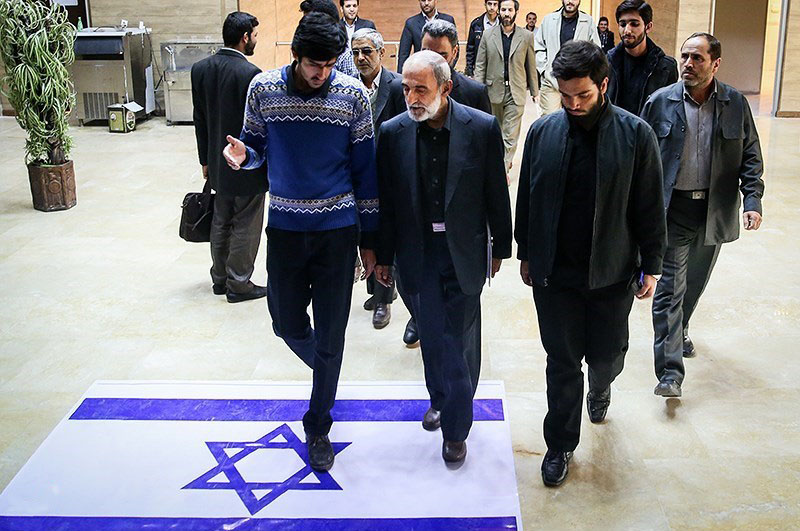
حسین شریعتمداری، سردبیر روزنامه ایرانی کیهان، در حال پا گذاشتن روی پرچم اسرائیل در دانشگاه صنعتی امیرکبیر (۲۰۱۵)

در سال ۲۰۱۳، احمد علم‌الهدی، روحانی برجسته ایرانی و عضو مجلس خبرگان، گفت که نابودی اسرائیل «یکی از ارکان نظام اسلامی ایران» است و گفت: «ما نمی‌توانیم ادعا کنیم که قصد جنگ با اسرائیل را نداریم.» حسینعلی منتظری، که زمانی به عنوان جانشین خمینی در نظر گرفته شده بود و بعداً حامی جنبش اصلاح‌طلبان شد، خاطرنشان کرد که به هیئتی از نمایندگان اصلاح‌طلب گفته بود که بر اساس آیه ۷ قرآن، یهودیان صهیونیسم تا روز قیامت گرفتار عذاب و بدبختی خواهند شد. او همچنین حدیثی از قرن هفدهم از «بحار الانوار» را نقل کرد که در آن امام جعفر صادق سه بار گفته است که کسانی که در نهایت یهود را منقرض خواهند کرد «مردم قم» خواهند بود، اشاره به روحانیون شیعه ایرانی.
در سال ۲۰۱۰، محمد حسن رحیمیان، نماینده خامنه‌ای در بنیاد مستضعفان، اظهار داشت که ایران دارای قابلیت‌های موشکی است که به آن اجازه می‌دهد اسرائیل را «به‌طور کامل با یک هولوکاست بزرگ» نابود کند. محمد موسوی بجنوردی، حقوقدان ارشد شناخته شده به خاطر ارتباطش با جنبش سبز اصلاح‌طلب ایران، گفت که «جایی برای روابط دوستانه با اسرائیل» وجود ندارد.

## استراتژی نظامی

### محور مقاومت
ایران به اتحاد استراتژیک خود با بازیگران غیردولتی منطقه‌ای، از جمله حزب‌الله در لبنان، حماس و جهاد اسلامی فلسطین در سرزمین‌های فلسطینی، و جنبش حوثیها در یمن، به عنوان «محور مقاومت» اشاره می‌کند. این گروه‌ها حمایت ایران را در قالب سلاح، تأمین مالی و آموزش دریافت می‌کنند. به گفته تحلیلگر افشون اُستوار، هدف این شبکه ارائه یک چالش وجودی بلندمدت به اسرائیل از طریق «خفه کردن آهسته» آن از طریق مجموعه‌ای از «جنگ‌های فزاینده مخرب و غیرقابل برد» است.
به گفته دانا اچ. آلین، ایران به‌طور مخفیانه از حملات انتحاری فلسطینیان علیه غیرنظامیان اسرائیلی حمایت کرده است. حملات ۷ اکتبر به اسرائیل، که باعث کشته شدن تقریباً ۱۲۰۰ نفر، عمدتاً غیرنظامیان، و ربوده شدن ۲۵۰ گروگان شد، حداقل تا حدی محصول استراتژی ایران بود. روزنامه «وال استریت ژورنال» با استناد به اعضای ارشد حماس و حزب‌الله گزارش داد که سپاه پاسداران انقلاب اسلامی در برنامه‌ریزی حمله کمک کرد و در جلسه ۲ اکتبر در بیروت چراغ سبز نشان داد. در آستانه حمله، حدود ۵۰۰ جنگجوی حماس و جهاد اسلامی فلسطین گزارش شده که تحت نظارت نیروی قدس سپاه پاسداران در ایران آموزش دیده بودند. به گفته «واشینگتن پست»، حمله «با حمایت کلیدی از [ایران] که آموزش نظامی و کمک تدارکاتی و همچنین ده‌ها میلیون دلار برای سلاح فراهم کرد» رخ داد. پس از کشته شدن یحیی سنوار، رهبر حماس، در عملیات اسرائیلی در اواسط اکتبر ۲۰۲۴، نقاشی دیواری جدیدی در تهران ظاهر شد که حامل پیام «طوفان سنوار ادامه خواهد یافت» بود، اشاره به «طوفان الاقصی»، نامی که حماس برای حملات ۷ اکتبر خود استفاده کرد. ناصر کنعانی، سخنگوی وزارت امور خارجه ایران، آشکارا به ملت فلسطین و گروه‌های مقاومت برای حمله ۷ اکتبر تبریک گفت.

### برنامه هسته‌ای

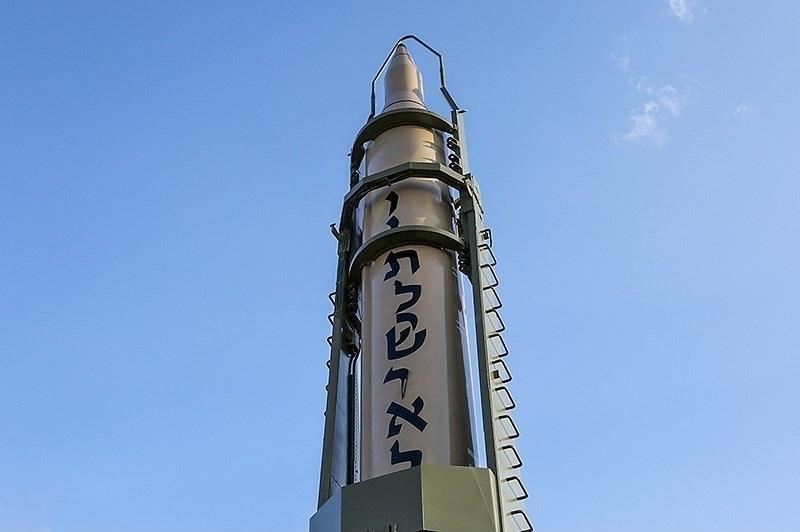
عبارت به زبان عبری، روی موشک بالستیک قدر ایرانی در نمایش در اصفهان

نابودی اسرائیل اغلب به عنوان یکی از اهداف استراتژیک متعدد پشت جاه‌طلبی‌های هسته‌ای ایران ذکر می‌شود. ایالات متحده این موضع را حفظ کرده که ایران دارای قابلیت هسته‌ای احتمالاً از قابلیت‌های خود برای تلاش برای نابودی اسرائیل استفاده خواهد کرد.

### برنامه موشکی
ایران کلمات عبری «اسرائیل باید محو شود» را روی برخی از موشک‌های تولید داخلی خود حک کرده است که تعدادی از آن‌ها گزارش شده که به روسیه برای استفاده در تهاجم آن به اوکراین منتقل شده‌اند.

## تبلیغات، نمادگرایی و پیام‌رسانی ایدئولوژیک

### روز قدس

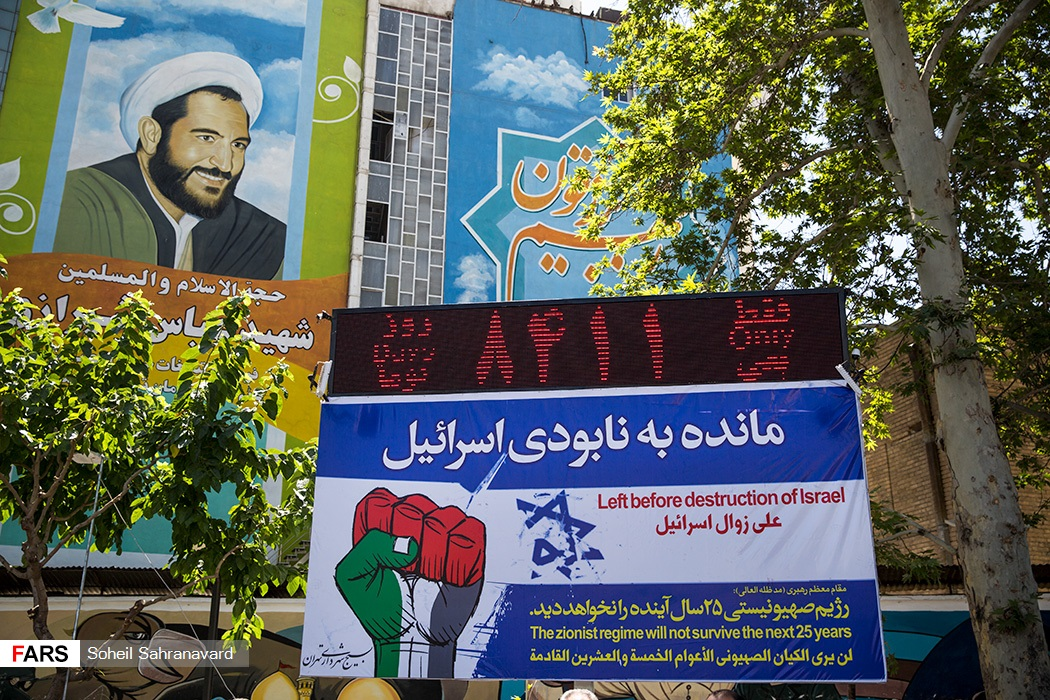
ساعت شمار نابودی اسراییل در میدان فلسطین، تهران

روز قدس که توسط خمینی تأسیس شد (اشاره به بیت‌المقدس) سالانه در آخرین جمعه رمضان برگزار می‌شود و هدف آن ترویج همبستگی مسلمانان علیه اسرائیل است. روحانیون ارشد، از جمله ناصر مکارم شیرازی، مشارکت در روز قدس را نوعی عبادت دینی (عبادت) توصیف کرده‌اند که هدف آن متحد کردن مسلمانان در سراسر جهان است. بر اساس گزارش آوریل ۲۰۲۴ ایران اینترنشنال، بسیاری از ایرانیان رویداد سالانه روز قدس را بی‌ربط و منقطع از واقعیت‌های وخیم اجتماعی و اقتصادی کشور می‌بینند.
در سال ۲۰۱۷، ساعت دیجیتالی در میدان فلسطین تهران برای روز قدس نصب شد که گزارش شده معکوس شمار تا نابودی اسرائیل را نشان می‌دهد. این ساعت برنامه‌ریزی شده بود تا ۲۵ سال از اظهارات ۲۰۱۵ خامنه‌ای معکوس شمار کند، که در آن پیش‌بینی کرده بود اسرائیل ظرف یک ربع قرن متوقف خواهد شد.

### نظریه‌های توطئه
رهبر انقلاب خامنه‌ای به دانشجویان دانشگاه گفت که اسرائیل توسط قدرت‌های غربی با هدف صریح جلوگیری از وحدت میان کشورهای مسلمان ایجاد شده است. محمود هاشمی شاهرودی، رئیس سابق قوه قضائیه ایران، ادعا کرد که صهیونیسم «نژادپرست و ضد انسانی» تمام ملت‌های جهان را «برده کرده» و کشورهای مسلمان را به همکاری با توطئه صهیونیستی «حکومت عبری» برای تقسیم جهان اسلام متهم کرد. عماد آفروغ، نماینده مجلس ایران، ادعا کرد که «خاخام‌های یهودی» مسئول تغییر مواضع شیخ یوسف القرضاوی از اعتدال قبلی‌اش نسبت به شیعیان هستند. علیرضا تنگسیری، فرمانده نیروی دریایی سپاه پاسداران، در سال ۲۰۲۲ ادعا کرد که حکمرانان سعودی از یهودیان مدینه و خیبر، دشمنان پیامبر محمد، نسل می‌برند.
بین سال‌های ۲۰۱۱ تا ۲۰۲۱، نهادهای ایرانی ده‌ها کنفرانس با انگیزه ایدئولوژیک با عناوین تحریک‌آمیز مانند «صهیونیسم و بیماری سارس»، «نسل‌کشی در رواندا و در غزه» (که در آن تنها یک سخنران به رواندا پرداخت و پانزده نفر باقی‌مانده بر غزه متمرکز شدند)، و «یهودیت و هالیوود: توطئه شیطانی» سازماندهی کردند که تلاش رژیم برای پیوند دادن صهیونیسم با بدی‌های جهانی را نشان می‌دهد. این رویدادها، اگرچه اغلب حضور ضعیفی داشتند، به صورت عمومی به عنوان گردهمایی‌های فکری بزرگ معرفی می‌شوند، با رسانه‌های دولتی که سالن نیمه خالی را «بدون جای نشستن» در کنفرانسی با عنوان «ریشه‌های یهودی MI-6» توصیف می‌کنند.

## واکنش‌ها

### آکادمیک
افرایم کارش، مورخ بریتانیایی-اسرائیلی سیاست خاورمیانه، موضع ایران نسبت به اسرائیل را نسل‌کشانه توصیف کرده است. به گفته محقق آمریکایی افشون اُستوار، مبارزه ایران علیه اسرائیل «تنها بی‌ثبات‌کننده‌ترین درگیری در خاورمیانه» را تشکیل می‌دهد و «بیشترین پتانسیل را برای ایجاد جنگ منطقه‌ای گسترده‌تر» دارد. روزنامه‌نگار آمریکایی جفری گلدبرگ پیشنهاد می‌کند که اگر ایران سلاح هسته‌ای به دست آورد، احتمالاً تلاش‌هایش برای نابودی اسرائیل را تشدید خواهد کرد.

### حمایت تندروها در داخل ایران
به گفته مهدی خلجی، نسل جدیدی از تندروهای ایرانی که ارتباط نزدیکی با رهبر انقلاب و سپاه پاسداران دارند، آموزه‌های رژیم را پذیرفته‌اند و بسیاری معتقدند که ایران قدرت در حال ظهوری است، ایالات متحده در حال افول است، و «روزهای اسرائیل شمرده شده است».

### مخالفت در داخل ایران
صادق زیباکلام، استاد بازنشسته علوم سیاسی دانشگاه تهران، مکرراً علیه سیاست‌های تهاجمی رژیم سخن گفته است. او می‌گوید که مردم ایران، به‌ویژه نسل جوان، علاقه خود را به موضوع فلسطین از دست می‌دهند و حتی از شخصیت‌هایی مانند بنیامین نتانیاهو و دونالد ترامپ حمایت می‌کنند. این حمایت ناشی از همسویی با سیاست‌های آن‌ها نیست، بلکه از مخالفت با رژیم ایران و حمایت آن از گروه‌هایی مانند حماس و حزب‌الله است. به دلیل اظهارات او، زیباکلام محکومیت زندان ۱۸ ماهه را گذرانده و تا مارس ۲۰۲۵ دوباره تحت بازجویی قرار گرفته و احتمال مواجهه با زندان بیشتر دارد. عبدالله نوری، روحانی برجسته و وزیر کشور سابق، در سال ۱۹۹۹ به پنج سال زندان محکوم شد (که او را به بالاترین مقام جمهوری اسلامی تبدیل کرد که از زمان انقلاب زندانی شده بود) گزارش شده به دلیل، در میان اتهامات دیگر، به چالش کشیدن آشکار آموزه خمینی مبنی بر اینکه اسرائیل باید نابود شود.
در مقاله‌ای مشترک، سیدمصطفی محقق داماد و محمد درویش‌زاده انتقادی از سیاست داخلی ایران مطرح کردند که شامل اعلامیه‌های عمومی برای نابودی اسرائیل و تمام یهودیان است. به گفته آنان، اعلام عمومی چنین بیانیه‌هایی «تسلیح حقوقی به نفع دشمن» است، چرا که مبنایی برای توجیه حمله به ایران فراهم می‌کند.

### واکنش‌های مذهبی یهودی
پس از انقلاب ۱۳۵۷ ایران، رهبران مذهبی یهودی نگرانی خود را نسبت به پیامدهای بالقوه سیاست‌های جمهوری اسلامی جدید برای اسرائیل و جوامع یهودی در منطقه ابراز کردند. خاخام مناحم مندل اشنیرسون، معروف به ربه لوباویچ، انقلاب را نقطه عطف مهمی در سیاست جهانی توصیف کرد. او در سخنرانی‌های عمومی در آن زمان هشدار داد که چالش ایران با ایالات متحده نفوذ آمریکا را تضعیف خواهد کرد و خصومت نسبت به اسرائیل را تشویق خواهد کرد. ربه همچنین نگرانی خود را برای امنیت جامعه یهودی ایران، که در آن زمان حدود ۵۰۰۰۰ نفر بودند، ابراز کرد و از روز جمعی روزه و دعا در پاسخ به بحران تشدید شونده حمایت کرد.